# Brauerei Ganter

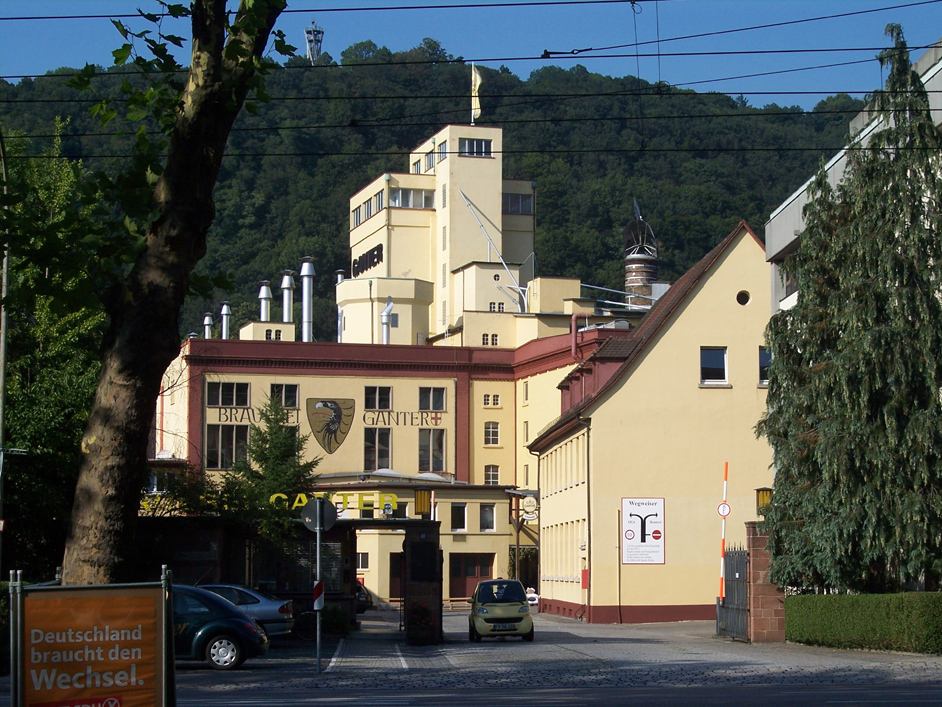
Einfahrt der Brauerei an der Schwarzwaldstraße

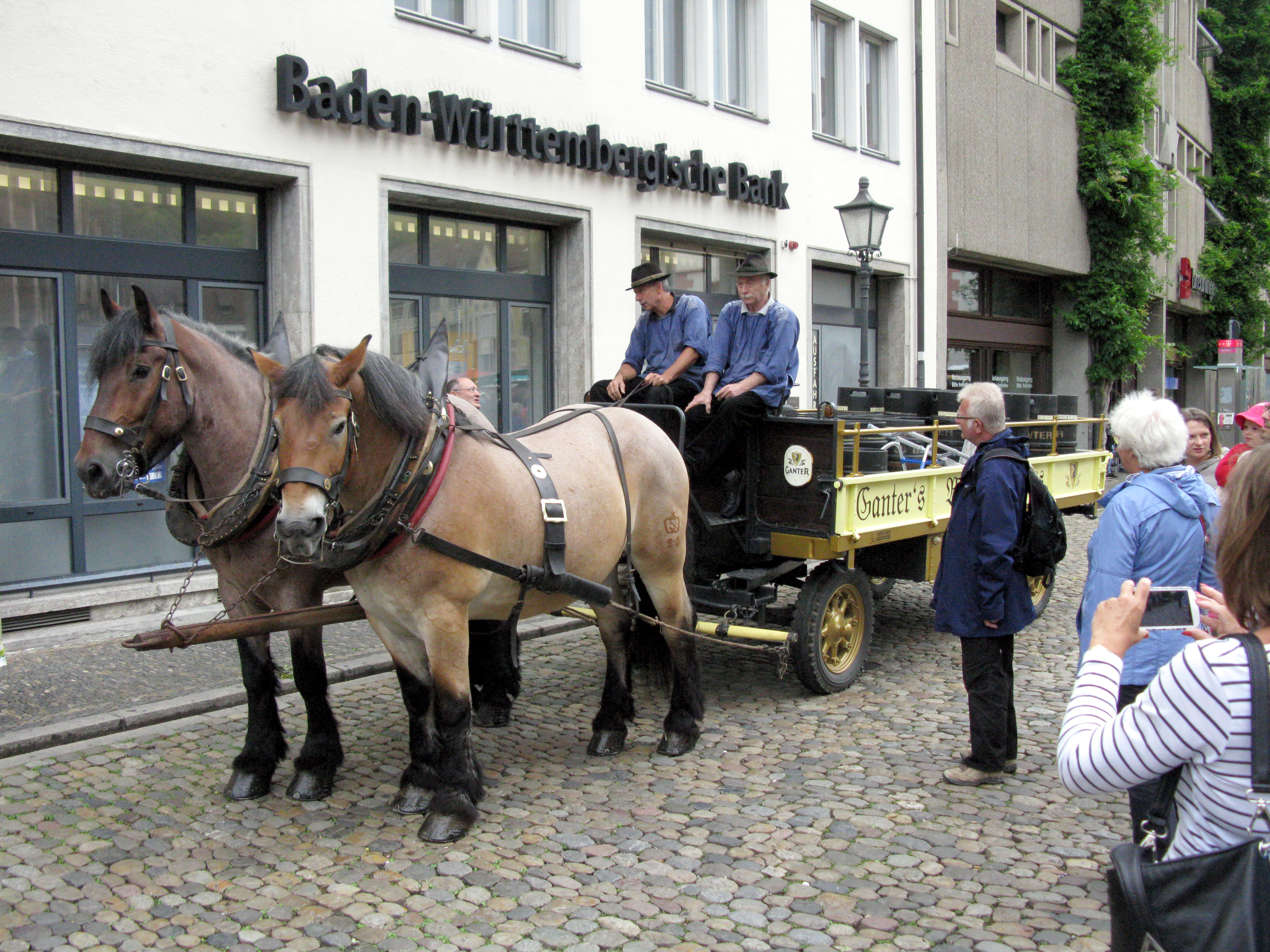
Pferdefuhrwerk der Brauerei auf dem Freiburger Münsterplatz

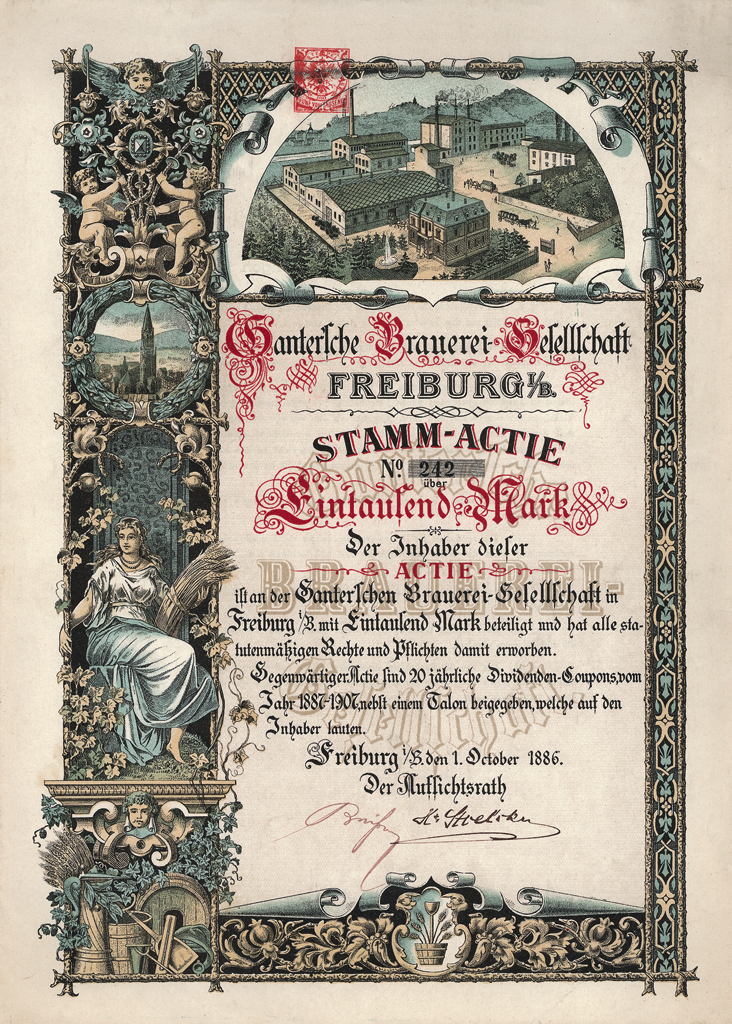
Aktie der Gantersche Brauerei-Gesellschaft von 1886

Die Brauerei Ganter GmbH & Co KG ist eine Brauerei in Freiburg im Breisgau.

## Geschichte
Die Brauerei wurde im Jahr 1865 von dem aus Schönau im Schwarzwald stammenden Wirtssohn Ludwig „Louis“ Ganter im Haus Zum Kindlein Jesu (Schiffstraße 7) gegründet, in dem Erasmus von Rotterdam von 1531 bis 1534 gewohnt hatte. Ganter nutzte eine verbliebene kleine Brauanlage aus dem 18. Jahrhundert, die er zusammen mit 700 Holzfässern erworben hatte. Bis 1877 wurde in diesem Haus das Bier der im schnell wachsenden Freiburg florierenden Brauerei gebraut. Später wurde es Stammhaus mit Gaststätte und Brauereiausschank.
Im Jahr 1877 schließlich erwarb Ganter ein Gelände in der Freiburger Oberau, die Alte Ölmühle, um dort nach modernem technischen Standard produzieren zu können. Das Gelände befand sich damals „auf der grünen Wiese“ außerhalb der Stadt. Neben den großzügigen und für ein weiteres Wachstum angelegten Brauereianlagen wurde ein eigener Tiefbrunnen angelegt, um bestes Wasser zur Verfügung zu haben und ein eigenes Kraftwerk errichtet.
Durch den wirtschaftlichen Aufschwung Südbadens und verbesserte Produktionsmethoden florierte die Brauerei immer weiter und verkaufte ihr Bier um die Jahrhundertwende auch nach Nordbaden.
In den 1920er Jahren setzte Ganters Sohn, der die Brauerei übernommen hatte, gegen jeden Expertenrat eine hochmoderne Dampfturbine für das kleine unternehmenseigene Kraftwerk durch. Auch nachdem durch den Fliegerangriff vom 27. November 1944 das Stammhaus der Brauerei in der Altstadt zerstört und am 2. Dezember 1944 die Brauereianlagen beschädigt worden waren, konnte die Brauerei zunächst weiter produzieren und dank ihrer autonomen Turbinen-Stromversorgung auch die Anwohner mit frischem Trinkwasser versorgen.
Im Zeitraum zwischen 1970 und 1980 wurde die Braustätte im Hinblick auf ein erwartetes starkes Wachstum ausgebaut. Es wurden große Gär- und Lagerkeller sowie eine größere Flaschenabfüllung in Betrieb genommen. Geschäftsführer wurde der 1911 geborene Rechtsanwalt Alois Walther, der später Aufsichtsratsvorsitzender der Sanatorium St. Blasien GmbH war.
Im Jahr 2002 eröffnete Ganter am Freiburger Münsterplatz 18–20 einen Brauereiausschank, in dem neben den Ganterbieren auch deftige Speisen angeboten werden.
Seit dem Jahr 2010 wird der Claim Ein Bier wie unser Land wieder hervorgehoben.
Der Bierausstoß betrug im Jahre 2007 135 000 hl.
Durch den gesunkenen jährlichen Bierverbrauch pro Kopf der Bevölkerung in Deutschland von 151 Liter im Jahr 1976 auf knappe 110 Liter im Jahr 2009, kam es zu enormen Überkapazitäten in der deutschen Brauwirtschaft. Durch den Wettbewerb entstand erheblicher Preisdruck. Die Brauerei entschloss sich deshalb im Jahr 2010, ihre eigenen Überkapazitäten abzubauen. Durch Umbau und Modernisierung werden circa 50 % der Energie eingespart.
Gegenwärtig (2022) hat die Brauerei noch eine maximale jährliche Kapazität von 100.000 Hektolitern pro Jahr, der tatsächliche Bierausstoß betrug im Jahre 2023 nach Angaben der Geschäftsleitung 80.000 hl. Der überwiegende Teil wird in Fässern an die Gastronomie geliefert, lediglich 10.000 hl werden auf Flaschen abgefüllt, was einem Marktanteil in Freiburg von 6 % entspricht. Die Brauerei strebt eine Verdoppelung dieser Menge an. Bedingt durch die Coronapandemie hat sich der Jahresumsatz im Geschäftsjahr 2021 auf 9 Mio. € halbiert.
Im Jahr 2011 wurde ein neuer Gär- und Lagerkeller sowie eine neue Fassabfüllung in Betrieb genommen. Die Flaschenabfüllung wurde zwischenzeitlich vom Karlsruher Hatz-Moninger Brauhaus betrieben. Bei dem Umbau achtete die Brauerei darauf, 80 % der Handwerkerleistungen aus der nahen Umgebung zu beauftragen. Als Unternehmen der „Ökostadt“ Freiburg hat die Brauerei zudem Solaranlagen auf dem Dach und bezieht ihre Rohstoffe so weit möglich aus der Umgebung, teilweise aus ökologischem Anbau.
Die Lagerhallen, das Sudhaus und das Freigelände der Brauerei werden zudem für große Veranstaltungen und Feiern genutzt.
Die Brauerei Ganter ist Mitglied im Wirtschaftsverband Industrieller Unternehmen Baden und im Verband Die Freien Brauer.
Ganter war bis Sommer 2020 die einzige Brauerei in Baden-Württemberg, die eigene Pferde hielt und mit denen auch auslieferte. Damit gibt es nun in Deutschland nur noch zwei Brauereien, die per Pferd Bier ausliefern. Wegen des Umsatzeinbruchs durch die Covid-19-Pandemie hatte sich die Brauerei entschieden ihre eigenen drei Pferde wegzugeben. Dadurch könne ein sechsstelliger Betrag im Jahr eingespart werden. Da sie den Fässlewagen behielten, könnten in Zukunft geliehene Pferde zum Einsatz kommen, wie das auch die Münchner Brauereien machen.
Nach elf Jahren Planung verkaufte die Familie Ganter nach einem Generationenwechsel im September 2021 ein Drittel des Brauereiareals an einen Schweizer Investor, der dort an der Schwarzwaldstraße/Ecke Fabrikstraße Mietwohnungen bauen möchte. Der westliche Teil mit Mälzerei, Kesselhaus, Villa, Biergarten und Ballhaus soll demgegenüber „für immer“ im Familienbesitz bleiben, wie Ernst Ludwig Ganter betonte.

## Sortiment (Auswahl)
Im Angebot befinden sich folgende Biere als klassische Sorten:
- Freiburger Pilsner (nur Flaschenbier)
- Ganter Pilsner Premium herb
- Ganter Badisch Weizen Hefehell

Daneben werden als Spezialitäten angeboten:
- Ganter Urtrunk (unfiltriertes naturtrübes Vollbier)
- Ganter Magisch Dunkel (ein Schwarzbier, das nur in Vollmondnächten gebraut wird)
- Ganter Badisch Hell
- Ganter Festbier (wird speziell zum Oktoberfest auf dem Brauerei-Gelände gebraut)
- Ganter Wodan (ein dunkles Starkbier)
- Ganter Dreisamhopfen 63 (Pilsner)

Neben den eigenen Bieren vertreibt Ganter seit Anfang 2008 auch Getränke der Coca-Cola Company im Gastronomiebereich. Weitere Handelsware ist die Malzbiermarke Vitamalz. Aus dem gleichnamigen Verbund schied Ganter auf eigenen Wunsch aus.